# Piper betloides
Piper betloides är en pepparväxtart som beskrevs av Chaveer. & Tanomtong. Piper betloides ingår i släktet Piper och familjen pepparväxter. Inga underarter finns listade i Catalogue of Life.